# Anhanguera (distrito de São Paulo)
Anhanguera é um distrito situado na zona noroeste do município de São Paulo, administrado pela Subprefeitura de Perus/Anhanguera.

## Formação
As origens do distrito de Anhanguera remontam a antigas plantações de cana-de-açúcar existentes especialmente no bairro do Morro Doce, e que serviam para produção de cachaça em alambiques.
A partir da inauguração da rodovia Anhanguera, durante a década de 1940, a área ganhou novo impulso com a incorporação de estabelecimentos de caráter industrial em suas margens. A rodovia também serviu para impulsionar o crescimento populacional do distrito, com formações de bairros lindeiros tais como o Jardim Jaraguá, o Jardim Britânia e o Jardim Anhanguera.

## Demografia
Evolução demográfica do distrito de Anhanguera

## Origem do nome
De anhanga + -ûer(a), significando diabo velho.

## Características

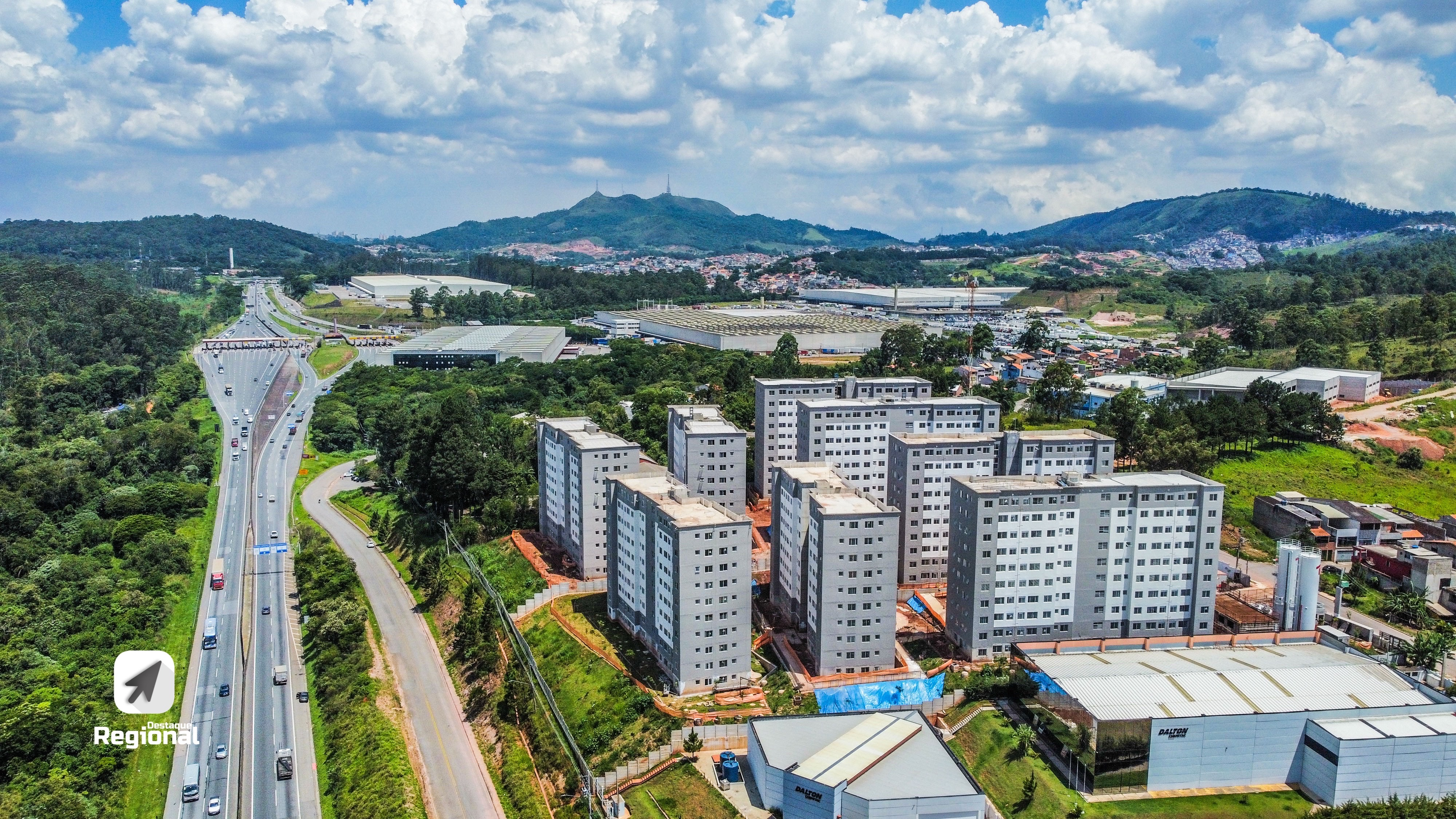
Rodovia Anhanguera

Anhanguera é um subdistrito com poucas edificações. Embora na prefeitura esteja como um dos 96 distritos de São Paulo, Anhanguera é um subdistrito de Perus, tanto no quesito administrativo como econômico. Com 33,3 km² de superfície, em sua maior parte ocupada por áreas verdes, já se encontra praticamente fora da grande mancha urbana da Região Metropolitana de São Paulo. O censo de 2000 registrou um total de 33 973 habitantes, sendo que 18 497 em áreas ainda consideradas rurais.
O subdistrito apresenta também diversas indústrias, em sua grande maioria situada às margens da Rodovia Anhanguera, principal via de ligação com o restante da cidade. A partir de 2002,o passou também a ser cortado pelo Rodoanel Mário Covas, cujo entroncamento com a Anhanguera se situa dentro dos limites do distrito, nas proximidades do bairro de Morro Doce (km 23 da Via Anhanguera).
Dentro do distrito destacam-se os bairros de Morro Doce e Jardim Britânia. Este último abriga um terminal de ônibus homônimo da SPTrans.
No distrito encontra-se o Parque Anhanguera, um dos maiores do município. Dentro do parque, existem ainda resquícios da extinta Ferrovia Perus-Pirapora, que ligava a usina de cal da Brasilian Portland Cement em Cajamar à São Paulo Railway.

## Limites
- Norte: Limite de município São Paulo-Caieiras (Rio Juqueri)
- Leste: Ribeirão São Miguel, Morro do Jaraguá
- Sul: Limites de município São Paulo-Osasco e São Paulo-Barueri
- Oeste: Limites de município São Paulo-Santana de Parnaíba e São Paulo-Cajamar (Córrego Itaim)

## Distritos e municípios limítrofes
- Município de Caieiras (norte)
- Perus e Jaraguá (leste)
- Municípios de Osasco e Barueri (minimamente) (sul)
- Municípios de Santana de Parnaíba e de Cajamar (oeste)

## Bairros
Anhanguera possui 23 bairros.
- Chácara Maria Trindade
- Filhos da Terra
- Itaberaba I
- Itaberaba II
- Jardim Anhanguera
- Jardim Boa Vista
- Jardim Britânia
- Jardim Canaã
- Jardim Clei
- Jardim Escócia
- Jardim Jaraguá
- Jardim Monte Belo
- Jardim Palmares
- Jardim Primavera
- Jardim Rosinha
- Jardim Santa Fé
- Morada do Sol
- Morada do Sol (Ao lado do Sol Nascente)
- Parque Morro Doce
- Parque Anhanguera
- Parque Esperança
- Residencial Sol Nascente
- Vila Sulina